# Кодацька паланка
Кодацька паланка — адміністративно-територіальна одиниця Війська Запорозького Низового у 18 столітті. Центр паланки — місто Новий Кодак (нині у складі м. Дніпро)

## Географія та устрій
Паланка містилася між річками Дніпро і Базавлук та верхів'ям Інгульця з одного боку й річкою Тясмином або, з 1752 року, з новосербською граничною лінією з другого, у майбутніх Катеринославському й Верхньодніпровському повітах.
До паланки належали села й зимівники:
Старий Кодак, Волоські хутори, Половиця, Микитине, Кічкас, Біленьке, Тарасівка, Медовець, хутір Грязного, Кемликівка, Набоківка, Тарамське, Карнаухівка, Тритузне, Романкове, Бородаївка, Мишурин Ріг, Комісарівка, Лихівка, Томаківка, Саксагань, Михайлівка та інші — всього у межах паланки знаходилося понад тисячу зимівників, більшість з них належала найзаможнішим запорожцям. Центром паланки було м. Новий Кодак, яке мало укріплення, гарнізон та паланкову канцелярію. Це був також значний торговельний осередок, тут проходили ярмарки. У місті у 1770-х рр. мешкало 673 родини «посполитих козаків».
Після ліквідації Запорозької Січі у 1775 р. російський уряд утворив на землях паланки Саксаганський (Кодацький) та Слов'янський повіти Новоросійської губернії. З утвореням Катеринославської губернії у 1802 р. землі Кодацької паланки опинилися у її складі, а після низки реформ з 1932 р. — у складі Дніпропетровської області т правобережжя Запорізької області.

## Полковники
- Харко Кривий (1665)
- Федір Кармазин (1697)
- Іван (Роман) Афанасьєв (1746)
- Василь Зеленко (1747—1749)
- Степан Чорний (1750)
- Яків Таран (1750)
- Пархом Чорний (1751)
- Григорій Якимов (Якимів, Якименко) (1752)
- Федір Покотило (1752)
- Стефан Савелієв (1753—1754)
- Федір Чумак (1754)
- Михайло Сидоров (1754)
- Федір Іванов (1754)
- Григорій Якимов (Якимів, Якименко) (1754)
- Нестор Гаврилович Таран (1754)
- Іван Товкачівський (1755)
- Федір Семак (Сьомак) (1755)
- Степан Мовчан (1756—1757)
- Наум Гнений (Гненний) (1756)
- Степан Чорний (1758)
- Григорій Кононович Кривий (1758)
- Василь Терентійович Холява (Халява) (1759)
- Іван Ічанський (1759)
- Іван Горбоніс (1760)
- Петро Іванов (1761)
- Олексій Матвієвич (1761)
- Іван Кулик (1762)
- Петро Піскун (1762)
- Іван Касьяненко (1765)
- Антін Красовський (1765-1766)
- Мусій Чорний (1766)
- Яків Стефанів (Стефанов) (1766)
- Назар Поперечний (1768)
- Йосип Парфенович Калнишевський (1769)
- Олексій Сокур (1769-1770)
- Яків Борщик (1770)
- Стефан Блакитний (1770—1771)
- Гаврило Попович (1771—1772)
- Василь Нечай (1772—1773)
- Сидір Чалий (1773)
- Яким Свитий (Святий) (1774—1775)